# Tizanidin
Tizanidin (Handelsnamen Sirdalud®, Hersteller: Novartis) ist hauptsächlich ein α2-Adrenozeptor-Agonist, der zur Gruppe der zentral wirksamen Muskelrelaxantien mit Hauptangriffspunkt im Rückenmark gehört.

## Klinische Angaben

### Anwendungsgebiete (Indikationen)
Der Arzneistoff wird verwendet zur Behandlung von:
- schmerzhaften, peripher bedingten Muskelverspannungen. Dazu gehören funktionelle und statisch bedingte Beschwerden der Wirbelsäule wie Thorakal-, Lumbal- und Zervikalsyndrome,
- nach Operationen, beispielsweise wegen Bandscheibenvorfall (Diskushernie) oder degenerativer Erkrankung der Hüftgelenke (Hüftgelenksarthrose),
- Muskelkrämpfen, die durch Multiple Sklerose oder Rückenmarksverletzungen entstehen können.

### Unerwünschte Wirkungen (Nebenwirkungen)
Die Nebenwirkungen von Tizanidin sind vielfältig und umfassen unter anderem häufig Mundtrockenheit, Müdigkeit, Asthenie (Schwäche, Mattheit), Schwindel, Bradykardien (verlangsamter Puls) und geringfügigen Blutdruckabfall, selten Halluzinationen, Schlaflosigkeit, Schlafstörungen, Übelkeit, Magen-Darm-Störungen und vorübergehender Transaminasenanstieg.

### Wechselwirkungen mit anderen Medikamenten
In-vitro-Studien von Cytochrom-P450-Isoenzymen unter Benutzung von menschlichen Lebermikrosomen deuten darauf hin, dass wahrscheinlich weder Tizanidin noch der Hauptmetabolit den Metabolismus von anderen Wirkstoffen, die von Cytochrom-P450-Isoenzymen metabolisiert werden, beeinflussen.
- Paracetamol: Tizanidin verzögert Tmax von Paracetamol um 16 Minuten. Paracetamol beeinflusste die Pharmakokinetik von Tizanidin nicht.
- Alkohol: Alkohol erhöhte die AUC von Tizanidin um ungefähr 20 % und ebenfalls seine Cmax um ca. 15 %. Dies wurde mit einer Zunahme an Nebenwirkungen von Tizanidin in Verbindung gebracht. Die das Zentralnervensystem unterdrückenden Effekte von Tizanidin und Alkohol sind additiv.
- Fluvoxamin: Klinisch signifikante Hypotension (Abnahme des systolischen und des diastolischen Blutdrucks) wurde bei gleichzeitiger Verwendung von Fluvoxamin berichtet nach einmaligen Dosen von 4 mg.[4]
- Orale Kontrazeptiva: nach den Ergebnissen einer klinischen Studie[5] können orale Kontrazeptiva möglicherweise durch Hemmung von CYP1A2-Isoenzymen die Metabolisierung von Tizanidin herabsetzen und somit zu deutlich erhöhten Plasmaspiegeln beitragen.

Es wird zur Vorsicht geraten bei der gleichzeitigen Verabreichung von Tizanidin mit anderen Inhibitoren von CYP1A2 wie z. B. Antiarrhythmika (Amiodaron, Mexiletin, Propafenon), Cimetidin, Fluorchinolonen (Ciprofloxacin, Norfloxacin), Rofecoxib, oralen Kontrazeptiva und Ticlopidin.

## Pharmakologische Eigenschaften

### Aufnahme und Verteilung im Körper (Pharmakokinetik)
Nach peroraler Applikation wird Tizanidin rasch resorbiert. Nach ungefähr 1 Stunde wird die maximale Plasma-Konzentration erreicht. Die absolute Bioverfügbarkeit liegt bei durchschnittlich 34 %. Nach intravenöser Anwendung beträgt das mittlere Verteilungsvolumen im steady state 160 Liter. Die Plasmaproteinbindung ist gering und beträgt 30 %.
Der Arzneistoff wird rasch und extensiv durch die Leber verstoffwechselt. Tizanidin wird vorwiegend über das Cytochrom-P450-Enzymsystem (CYP 1A2) abgebaut. Die Metaboliten sind inaktiv und werden hauptsächlich (70 %) renal ausgeschieden. Die unveränderte Substanz wird nur in geringen Mengen (ca. 2,7 %) über die Niere ausgeschieden. Die durchschnittliche Plasmahalbwertszeit der unveränderten Substanz liegt bei 2 bis 4 Stunden.